# Hartmut Barth-Engelbart
Hartmut Barth-Engelbart, Pseudonyme unter anderem Carl Hanau, HaBE (* 11. April 1947 in Michelstadt), ist ein deutscher Autor.

## Leben
Barth-Engelbart wurde 1947 als achtes von neun Kindern in einer protestantischen Familie in Michelstadt geboren. Nach Beendigung der Schulausbildung war er ab 1966 Reserveoffiziersanwärter, schließlich Ausbilder bei der Bundeswehr. Bei der Frankfurter Rundschau begann er 1968 eine Schriftsetzerlehre, die jedoch nur einen Tag währte, weil er am Folgetag an einer Anti-Vietnamkrieg-Demo in Frankfurt teilnahm und im Zuge von politischen Auseinandersetzungen von einem Vordach stürzte und sich an beiden Füßen die Sprunggelenke brach.
Barth-Engelbart begann 1969 das Studium der Psychologie und Pädagogik, wechselte nach vier Semestern zur Grundschulpädagogik und absolvierte 1978 sein zweites Staatsexamen. Von 1971 bis 1974 war er Lehrbeauftragter an einer Grundschule in Frankfurt-Rödelheim und Mitglied der Streikleitung der Lehrbeauftragten. 1972 wurde er Mitglied der „Arbeitsgemeinschaft junger Lehrer und Erzieher“ in der GEW (AjLE) und des GEW-Landesvorstands.
1974 wurde Barth-Engelbart Mitglied des Kommunistischen Bundes Westdeutschland (KBW), für den er 1978 bei der Landtagswahl in Hessen erfolglos kandidierte. Einem Parteiausschluss wegen mangelnder „Linientreue“ kam er 1979 mit seinem Austritt zuvor.
Von 1974 bis 1978 war Barth-Engelbart stellvertretender Vorsitzender des Personalrats des Studienseminars und von 1974 bis 1976 am Aufbau der GEW-Gruppe und GEW-Obmann in Bruchköbel-Süd. Aufgrund eines Unvereinbarkeitsbeschlusses gegen den KBW wurde er 1978 aus der GEW ausgeschlossen.
Da er 1978 nicht in den Schuldienst übernommen wurde, arbeitete er bis 1991 in unterschiedlichsten Jobs. 1980 wurde er Mitglied der ÖTV, der Streikleitung
und des ÖTV-Landesvorstands und arbeitete ab 1991 wieder im Schuldienst. 1993 wurde er verbeamtet und arbeitete dann als Grundschullehrer.
Laut Eigenangaben war er bis 2006 Grundschullehrer und Kinderchorleiter. Seine bis dahin nebenberuflichen Tätigkeiten als Schriftsteller, Liedermacher und Grafiker betreibt er seitdem hauptberuflich.
Zusammen mit dem Komponisten und Saxophonisten des Ensemble Modern, Wolfgang Stryi, veranstaltete Barth-Engelbart zwischen 1991 und 2004 verschiedene Lesungen.
Im September 2003 initiierte Barth-Engelbart die Hanauer Widerstandslesungen am Freiheitsplatz nach Wiener Vorbild.

## Schriften
- Anthologie 2009 - Die Würde des Menschen ist. Literaturforum Hanau/Main - Kinzig ISBN 3-940372-10-2 / ISBN 978-3-940372-10-9
- „C'est la vie“ oder was sind wir doch für Schweine geworden, Amsterdam 1991. ISBN 3-89408-306-9.
- Eine Abrechnung mit dem Rechnen. In: Karlheinz Burk: Die neue Schuleingangsstufe, Beltz: Weinheim, Basel 1998. 147 S. ISBN 3-407-62387-9.
- Osterspaziergang. In: Menschenversuch, Collage-Roman, Edition Gallas: München 2000.
- Menschenversuch, München 2000. ISBN 3-00-007341-8.
- Lakonisches Lächeln. Erzählung, Yedermann: München-Riemerling 2001. 99 S. ISBN 3-935269-14-5.
- „Grenzgänger“, Collageroman zwischen Polen und Deutschland, in: 17 × Lyrik&Prosa, Hanau 2001. ISBN 3-927040-00-2.
- 26 Gedichte & Poeme, in: 7 × Krieg und Un-Frieden, Hanau 2003. ISBN 3-927040-00-2.
- Widerstandslesungen in Hanau. In: El Awadalla, Traude Korosa (Hrsg.): ... bis sie gehen. Vier Jahre Widerstandslesungen. Ein Lesebuch. Sisyphus: Klagenfurt 2004. ISBN 3-901960-19-8. S. 151 ff.
- Unter Schlag Zeilen: befreite Worte – gebrochene Reime zur Lage, Zambon-Verlag, Frankfurt am Main 2005. 313 S. ISBN 3-88975-107-5.
- Zora, Zambon-Verlag, Frankfurt am Main 2005, 58 S. ISBN 3-88975-128-8.
- Als Peter Kammer einmal ganz unerwartet warten musste (Erzählung aus dem Prosa-Zyklus GRENZGÄNGER in "17 X LYRIK & PROSA"), Uwe Backhaus Verlag, Hanau 2001, ISBN 3-927040-00-2